# Anton Staus
Anton Staus, född 5 september 1872, död 21 juli 1955, var en tysk astronom.
Han var verksam vid observatoriet i Heidelberg.
Minor Planet Center listar honom som upptäckare av 1 asteroider.

## Asteroid upptäckt av Anton Staus
| 335 Roberta | 1 september 1892 |